# Parti socialiste unitaire (France)
Pour les articles homonymes, voir Parti socialiste unitaire et PSU.
 (septembre 2023).
Le Parti socialiste unitaire  (PSU) est un ancien parti politique français, actif de 1948 à 1954.

## Historique
Le Parti socialiste unitaire trouve sa source dans la reconstitution, à la Libération de la France, du courant Bataille socialiste (BS) animé dans les années 1920-1930 par Jean Zyromski au sein de la Section française de l'Internationale ouvrière (SFIO). Ce courant apporte son soutien à Guy Mollet qui emporte la direction du parti sur une ligne marxiste contre l'orientation « humaniste » défendue par Léon Blum et Daniel Mayer lors du congrès de 1946.
Le courant est alors animé par Pierre Commin, Jean Pierre-Bloch, Léon Boutbien et André Ferrat, mais se divise très rapidement entre ceux qui, comme Commin, continuent de soutenir la direction, et une minorité qui refuse l'engagement dans la Troisième Force, et maintient un courant autonome qui décide de publier, à partir de juillet 1947 un bulletin du même nom. 
La BS soutient alors les grandes grèves dans lesquelles s'engage la Confédération générale du travail. Elle s'appuie notamment sur l'influence de Marcel Fourrier, rédacteur en chef du journal Franc-tireur, qui est un de ses militants, et qui maintient des liens étroits avec le Parti communiste français.
La publication, en décembre, d'un manifeste condamnant le vote par les députés socialistes de la loi du 2 décembre 1947 « tendant à la défense de la République » (dénomination officielle), conduit la direction de la SFIO à sanctionner les auteurs, membres des instances dirigeantes du parti, notamment Élie Bloncourt, Daniel Haas, qui seront exclus du parti dès janvier 1948.
Ceux-ci créent alors en janvier 1948 le Mouvement socialiste unitaire et démocratique, qui prend le nom de Parti socialiste unitaire lors de son premier congrès, en septembre 1948. On trouve alors dans sa direction, outre Bloncourt, qui en est le secrétaire général, et Haas, Andrée Marty-Capgras, Marcel Fourrier, Jean Guignebert, Jean-Maurice Hermann, Pierre Stibbe ou Paul Rivet. Pierre Naville, Claude Estier, Gilles Martinet, Robert Fuzier et Maurice Pressouyre en sont aussi membres.
Les effectifs, déjà faibles, du PSU, iront en décroissant, et ce d'autant plus qu'il est traversé à partir de 1950 de débats internes vifs, sur les rapports avec le PCF, ou sur le titisme que sa majorité refuse dans un premier temps de condamner, avant qu'un renversement de situant, en septembre 1951, conduise au départ de Bloncourt et de la direction sortante pour l'Union progressiste.
Maurice Pressouyre lui succède au poste de secrétaire général, sans réussir à relancer le parti.
En 1954, le parti change de nom pour celui de Parti socialiste de gauche. Il est toujours dirigé par Pressouyre, mais André Blumel y joue aussi un rôle déterminant. La nouvelle dénomination ne modifie en rien le déclin du parti, qui disparaît après 1958, malgré la volonté notamment de Charles Foulon de le maintenir en activité. Ce dernier rejoint alors l'Union de la gauche socialiste (UGS) qui formera en 1960 le Parti socialiste unifié (PSU).

## Sources
- Françoise Blum, Les Vies de Pierre Naville, Éditions universitaires du septentrion, 2007